# Mieczysław Sprengel
Mieczysław Henryk Sprengel (ur. 1961) – polski ekonomista, doktor habilitowany nauk ekonomicznych, specjalizuje się w ekonomii międzynarodowej oraz stosunkach międzynarodowych, profesor nadzwyczajny Uniwersytetu im. Adama Mickiewicza w Poznaniu.

## Życiorys
W 2003 na Wydziale Historycznym UAM otrzymał stopień doktorski na podstawie pracy pt. Emigracja polska w Australii w latach 1980-2000 (promotorem był Marian Walczak). Po doktoracie został zatrudniony jako adiunkt na kaliskim Wydziale Pedagogiczno-Artystycznym UAM. Habilitował się w Szkole Głównej Handlowej w Warszawie w 2013 na podstawie oceny dorobku naukowego i rozprawy pt. Gospodarczo-polityczne współczesne relacje Australii z Japonią. Wzorzec dla stosunków międzynarodowych w regionie Azji i Pacyfiku. Od 2014 pracuje jako profesor nadzwyczajny w Katedrze Nauk Ekonomicznych na Wydziale Prawa i Administracji UAM. Jest członkiem krakowskiego Towarzystwa Azji i Pacyfiku. Wielokrotnie odbywał staże naukowe w Australii. W pracy badawczej koncentruje się m.in. na ekonomii międzynarodowej, stosunkach międzynarodowych, problemach społeczno–ekonomicznych krajów Azji i Pacyfiku, historii gospodarczej i politycznej Australii oraz zagadnieniach emigracyjnych.

## Wybrane publikacje
- Emigracja polska w Australii w latach 1980–2000, Toruń 2004, ss. 276, ISBN 83-7322-865-9
- Zarys historii gospodarczej Australii w XX wieku, Toruń 2006, ss. 242, ISBN 978-83-7441-568-2
- Społeczna przestrzeń Polaków żyjących w diasporze (red.), Poznań 2008, ss. 268, ISBN 978-83-927082-5-4
- Polityczno gospodarcze relacje Australii z Japonią w latach 1945–1976, Poznań 2010, ss. 234, ISBN 978-83-62135-66-0
- Gospodarczo  – polityczne współczesne relacje Australii z Japonią, Kraków 2012, ss. 496, ISBN 978-83-7730-077-0
- ponadto rozdziały w pracach zbiorowych oraz artykuły publikowane w czasopismach naukowych[1]